# Olympische Sommerspiele 1928/Teilnehmer (Dänemark)
| Gelbes Symbol für Goldmedaillen mit stilisierten Olympischen Ringen | Graues Symbol für Silbermedaillen mit stilisierten Olympischen Ringen | Braundes Symbol für Bronzemedaillen mit stilisierten Olympischen Ringen |
| ------------------------------------------------------------------- | --------------------------------------------------------------------- | ----------------------------------------------------------------------- |
| 3                                                                   | 1                                                                     | 2                                                                       |

Dänemark nahm an den Olympischen Sommerspielen 1928 in Amsterdam, Niederlande, mit einer Delegation von 79 Sportlern (70 Männer und neun Frauen) teil.

## Medaillengewinner

### Gold
| Name(n)                                   | Sportart | Wettkampf                   |
| ----------------------------------------- | -------- | --------------------------- |
| Willy Falck Hansen                        | Radsport | 1000 Meter Einzelzeitfahren |
| Henry Hansen                              | Radsport | Einzelzeitfahren            |
| Henry Hansen, Orla Jørgensen, Leo Nielsen | Radsport | Mannschaftszeitfahren       |

### Silber
| Name                                                                       | Sportart | Wettkampf      |
| -------------------------------------------------------------------------- | -------- | -------------- |
| Aage Høy-Petersen, Sven Linck, Niels Møller, Peter Schlütter, Vilhelm Vett | Segeln   | 6-Meter-Klasse |

### Bronze
| Name               | Sportart | Wettkampf     |
| ------------------ | -------- | ------------- |
| Michael Michaelsen | Boxen    | Schwergewicht |
| Willy Falck Hansen | Radsport | Sprint        |

## Teilnehmer nach Sportarten

### Boxen
- Aage Fahrenholtz
Bantamgewicht: 9. Platz

- Ricardt Madsen
Federgewicht: 9. Platz

- Hans Nielsen
Leichtgewicht: 4. Platz

- Arne Sande
Weltergewicht: 17. Platz

- Ingvard Ludvigsen
Mittelgewicht: 9. Platz

- Michael Michaelsen
Schwergewicht: Bronze

### Fechten
- Ivan Osiier
Florett, Einzel: Halbfinale
Florett, Mannschaft: Viertelfinale
Degen, Einzel: Halbfinale
Degen, Mannschaft: Vorrunde
Säbel, Einzel: Halbfinale

- Kim Bærentzen
Florett, Einzel: Vorrunde
Florett, Mannschaft: Viertelfinale

- Jens Berthelsen
Florett, Einzel: Vorrunde
Florett, Mannschaft: Viertelfinale
Degen, Einzel: Halbfinale
Degen, Mannschaft: Vorrunde
Säbel, Einzel: Halbfinale

- Johan Praem
Florett, Mannschaft: Viertelfinale
Degen, Mannschaft: Vorrunde

- Peter Ryefelt
Degen, Einzel: Viertelfinale
Degen, Mannschaft: Vorrunde

- Otto Bærentzen
Degen, Mannschaft: Vorrunde

- Viggo Stilling-Andersen
Säbel, Einzel: Vorrunde

- Margot Bærentzen
Frauen, Florett, Einzel: Vorrunde

- Inger Klint
Frauen, Florett, Einzel: Vorrunde

- Else Ahlmann-Ohlsen
Frauen, Florett, Einzel: Vorrunde

### Gewichtheben
- Henry Nissen
Leichtgewicht: 16. Platz

### Hockey
- Herrenteam
5. Platz

- Kader
Hagbarth Dahlman
Aage Heimann
Arne Blach
Børge Monberg
Carl Malling
Erik Husted
Henning Holst
Otto Busch
Niels Heilbuth
Otto Husted
Peter Koefoed
Henry Madsen
Peter Prahm

### Leichtathletik
- Leo Jørgensen
100 Meter Vorläufe

- Louis Lundgren
400 Meter: Vorläufe
110 Meter Hürden: Vorläufe
400 Meter Hürden: Vorläufe

- Albert Larsen
800 Meter: Vorläufe
1500 Meter: Vorläufe

- Carl Axel Holger Petersen
5000 Meter: Vorläufe

- Gottlieb Bach
Marathon: 51. Platz

- Aksel Madsen
Marathon: DNF

- Orla Olsen
Marathon: DNF

- Herman Larsen
400 Meter Hürden: Vorläufe

- Aksel Nikolajsen
Stabhochsprung: 10. Platz in der Qualifikation

- Hermann Brügmann
Weitsprung: 30. Platz in der Qualifikation
Dreisprung: 18. Platz in der Qualifikation

### Moderner Fünfkampf
- Helge Jensen
Einzel: 10. Platz

- Otto Olsen
Einzel: 14. Platz

### Radsport
- Henry Hansen
Straßenrennen, Einzel: Gold 
Straßenrennen, Mannschaft: Gold

- Leo Nielsen
Straßenrennen, Einzel: 7. Platz
Straßenrennen, Mannschaft: Gold

- Orla Jørgensen
Straßenrennen, Einzel: 25. Platz
Straßenrennen, Mannschaft: Gold

- Poul Sørensen
Straßenrennen, Einzel: 28. Platz
Straßenrennen, Mannschaft: Gold

- Willy Falck Hansen
Sprint: Bronze 
1000 Meter Einzelzeitfahren: Gold

### Reiten
- Magnus Fog
Dressur, Einzel: 16. Platz

- Peder Jensen
Vielseitigkeit, Einzel: 9. Platz

- Cai Gundelach
Vielseitigkeit, Einzel: DNF

### Ringen
- Herman Andersen
Bantamgewicht, griechisch-römisch: 7. Platz

- Aage Meyer
Federgewicht, griechisch-römisch: 6. Platz

- Einar Borges
Leichtgewicht, griechisch-römisch: 9. Platz

- Johannes Jacobsen
Mittelgewicht, griechisch-römisch: 4. Platz
Weltergewicht, Freistil: 10. Platz
- Ejnar Hansen
Halbschwergewicht, griechisch-römisch: 5. Platz

- Emil Larsen
Schwergewicht, griechisch-römisch: 11. Platz

- Carlo Tesdorf Jørgensen
Leichtgewicht, Freistil: 5. Platz

### Rudern
- Arnold Schwartz
Einer: 3. Runde

- Svend Aage Grønvold
Achter: 3. Runde

- Georg Sjøht
Achter: 3. Runde

- Bernhardt Møller Sørensen
Achter: 3. Runde

- Sigfred Sørensen
Achter: 3. Runde

- Ernst Friborg Jensen
Achter: 3. Runde

- Carl Schmidt
Achter: 3. Runde

- Willy Sørensen
Achter: 3. Runde

- Knud Olsen
Achter: 3. Runde

- Harry Gregersen
Achter: 3. Runde

### Schwimmen
- Agnete Olsen
Frauen, 100 Meter: Halbfinale
Frauen, 4 × 100 Meter Freistil: Vorläufe

- Gerda Bredgaard
Frauen, 100 Meter: Vorläufe
Frauen, 4 × 100 Meter Freistil: Vorläufe

- Lilian Staugaard
Frauen, 4 × 100 Meter Freistil: Vorläufe

- Rigmor Olsen
Frauen, 4 × 100 Meter Freistil: Vorläufe

- Else Jacobsen
Frauen, 100 Meter Rücken: Vorläufe
Frauen, 200 Meter Rücken: 4. Platz

### Segeln
- Jacob Andersen
12-Fuß-Jolle: 7. Platz

- Aage Høy-Petersen
6-Meter-Klasse: Silber

- Niels Møller
6-Meter-Klasse: Silber

- Peter Schlütter
6-Meter-Klasse: Silber

- Vilhelm Vett
6-Meter-Klasse: Silber

- Sven Linck
6-Meter-Klasse: Silber

### Wasserspringen
- Edith Nielsen
Frauen, Kunstspringen: Vorrunde